# Sigurður Breiðfjörð

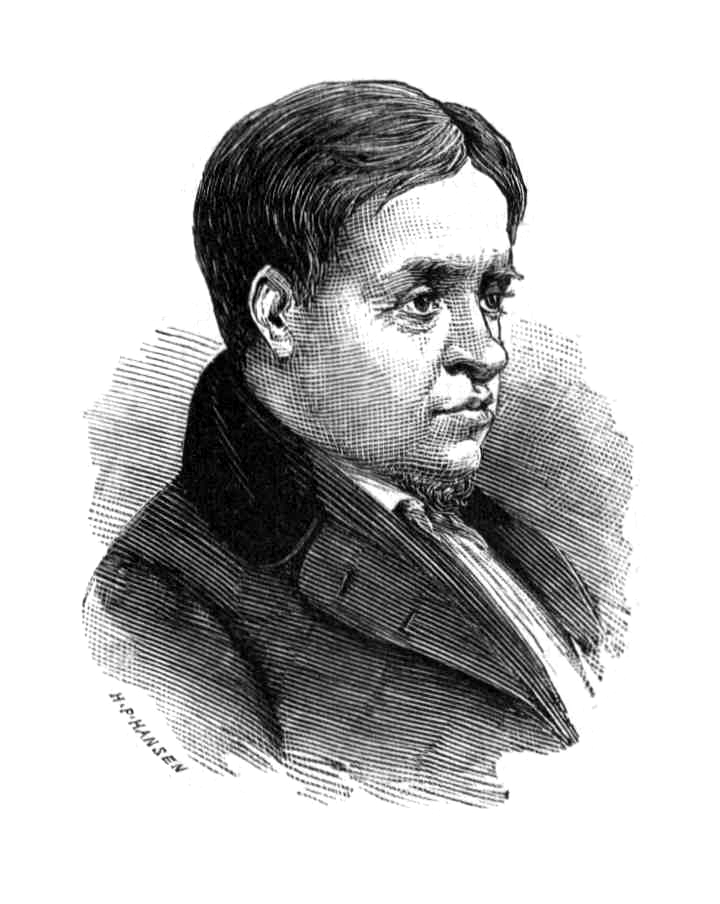
Sigurður Breiðfjörð

Sigurður Breiðfjörð, född 1798, död 1846, var en isländsk lyriker.
Han utbildade sig under fyra år till hantverkare i Köpenhamn och var därefter verksam på Island och Grönland. Han skrev i den traditionella isländska diktformen rimur, en episk diktform skrivit i rímnahættir (= rímur versmått), med andra ord på rimmad vers. Hans mest kända dikt är Núma rímur, en episk dikt om Numa Pompilius. Han skrev också en diktcykel om slaget vid Svolder där den norska kungen Olav Tryggvason dog år 1000.
|  |
|  |